# Stazione Jang Bogo
La stazione Jang Bogo (장보고기지?) è una base sudcoreana nella Baia Terra Nova sulla Terra Vittoria in Antartide. Prende il nome da Jang Bogo, governatore dei mari e delle isole della Corea del Sud nell'VIII secolo. Il suo obiettivo principale è lo studio dei ghiacciai, dei meteoriti e dello strato di ozono, nonché l'ingegneria negli ambienti polari. È sotto la responsabilità del Korea Polar Research Institute (KOPRI).

## Costruzione
La rompighiaccio coreana RV Araon iniziò a cercare la posizione della base nel 2010.
La sua costruzione ebbe luogo durante le estati australi, da dicembre 2012 a marzo 2013 e da ottobre 2013 a febbraio 2014. Il 12 febbraio, durante l'inaugurazione erano presenti 300 persone tra cui il presidente dell'Assemblea nazionale Kang Chang-hee e il Viceministro degli oceani e della pesca Moon Hae-nam.
Ampia 4.458 mq e situata in riva al mare, la base è progettata per ospitare 15 persone in inverno e 60 in estate ed è composta da 16 edifici e 24 annessi. Per questo progetto fu previsto un investimento di 107 miliardi di won (circa 75 milioni di euro) nel periodo 2006-2014. Alla fine del progetto i costi di costruzione ammontarono a 104,7 miliardi di won.
Il luogo venne scelto all'inizio del 2010 da 22 scienziati che hanno visitato molti possibili siti. L'alternativa principale era Capo Burks nella Terra di Marie Byrd. La tutela dell'ambiente è stata un criterio importante nella realizzazione del progetto con l'obiettivo di zero rifiuti durante la costruzione e l'utilizzo della stazione e con il massimo utilizzo di energie alternative (60 kW dal vento e 30 kW dal sole rispetto ai 270 kW diesel).

## Attività
La base Jang Bogo è la seconda stazione della Corea del Sud in Antartide. Uno dei motivi della sua costruzione è stato l'accresciuta competizione per il controllo delle risorse naturali del continente e l'aumento delle tensioni legate alla sovranità territoriale. L'altro motivo è che la prima base, la base scientifica Sejong situata più a nord, non era del tutto adatta per gli studi sulle aurore polari, sul magnetismo e sui ghiacciai. Come per la prima base, questa stazione viene rifornita dalla rompighiaccio RV Araon.
La stazione italiana Mario Zucchelli si trova nella stessa baia, a soli 8,5 km di distanza così come la piccola base tedesca Gondwana che è a solo 1 km a sud.